# Mediocerus mexicanus
Mediocerus mexicanus är en insektsart som beskrevs av Freytag 1990. Mediocerus mexicanus ingår i släktet Mediocerus och familjen dvärgstritar. Inga underarter finns listade i Catalogue of Life.